# 奧卡拉 (巴基斯坦)
奥卡拉是位於巴基斯坦旁遮普省的城市，為奥卡拉縣首府。該市位於拉合爾西南部，距離費薩拉巴德100公里，人口533,693（2023年）。

## 名稱
其城市名字源自Okaan，這是一種樹的名稱。